# Новотроїцька сільська рада (Октябрський район)
Новотро́їцька сільська рада (рос. Новотроицкий сельский совет) — сільське поселення у складі Октябрського району Оренбурзької області Росії.
Адміністративний центр та єдиний населений пункт — село Новотроїцьке.

## Населення
Населення — 395 осіб (2019; 500 в 2010, 516 у 2002).